# Olof Arén
Bengt Olof Arén, född 14 april 1918 i Åmål, död 17 maj 2003 i Johannes församling i Stockholm, var en svensk konstnär.
Han var son till pastorn Gunnar Arén och Elin Blom och från 1948 gift med Britta Nyborn. Arén studerade den konstindustriella linjen vid Tekniska skolan i Stockholm 1937–1942 och för Isaac Grünewald och Fritiof Schüldt vid Konsthögskolan 1941–1946 samt under studieresor till bland annat Tyskland, Belgien, Frankrike och Sicilien. Han debuterade med en separatutställning på Konstnärshuset i Stockholm 1953 och ställde även ut separat i Uppsala och Borås och han medverkade i samlingsutställningar med Sveriges allmänna konstförening och i grupputställningar på Rålambshof och i utställningen Modern konst i hemmiljö samt utställningen Uppländsk konst i Uppsala. Han tilldelades Italienska konstakademiens guldmedalj Accademia della Arte & del Lavoro. Arén är representerad vid Stockholms kommun, Stockholms stadshus, Riksdagshuset, Statens konstråd och i några landsting.